# Дампјер ле Боа
Дампјер ле Боа (фр. Dampierre-les-Bois) насеље је и општина у источној Француској у региону Франш-Конте, у департману Ду која припада префектури Монбелијар.
По подацима из 2011. године у општини је живело 1663 становника, а густина насељености је износила 352,33 становника/km². Општина се простире на површини од 4,72 km². Налази се на средњој надморској висини од 371 метар (максималној 420 m, а минималној 335 m).

## Демографија
| 1962. | 1968. | 1975. | 1982. | 1990. | 1999. | 2011. |
| ----- | ----- | ----- | ----- | ----- | ----- | ----- |
| 1.422 | 1.559 | 1.581 | 1.570 | 1.510 | 1.545 | 1.663 |

График промене броја становника у току последњих година